# انسداد مخرج المعدة
انسداد مخرج المعدة أو GOO هي حالة طبية حيث يوجد انسداد على مستوى البواب المعدي، وهو مخرج المعدة. غالبًا ما يعاني الأفراد المصابون بانسداد مخرج المعدة من القيء المتكرر للطعام المتراكم في المعدة، ولكن لا يمكن أن يمر عبر الأمعاء الدقيقة بسبب الانسداد. غالبًا ما تتسع المعدة لاستيعاب تناول الطعام والإفرازات. تشمل أسباب انسداد مخرج المعدة أسبابًا حميدة (مثل مرض القرحة الهضمية التي تؤثر على المنطقة المحيطة بالبواب)، بالإضافة إلى الأسباب الخبيثة، مثل سرطان المعدة.
قد تتضمن الأسباب المرتبطة بالقرحة ألمًا شديدًا قد يفسره المريض على أنه حالة أو نوبة قلبية.
يعتمد علاج الحالة على السبب الأساسي؛ يمكن أن يشمل العلاج بالمضادات الحيوية عندما تكون هيليكوباكتر بيلوري (الملوية البابية) مرتبطة بقرحة  أو علاجات بالمنظار (مثل توسيع الانسداد بالبالونات أو وضع دعامة معدنية ذاتية التوسيع) أو علاجات طبية أخرى أو جراحة لحل الانسداد.

## العلامات والأعراض
يتمثل العرض الرئيسي في القيء، الذي يحدث عادةً بعد وجبات الطعام، بسبب الطعام غير المهضوم الخالي من الصفراء. ليس من غير المألوف وجود تاريخ من القرحة الهضمية السابقة وفقدان الوزن. في الحالات المتقدمة، فإن العلامات التي يجب البحث عنها في الفحص البدني هي الهزال والجفاف. قد يكون التمعج المرئي من اليسار إلى اليمين موجودًا. دفقة النشوة هي صوت يشبه النفحة يُسمع فوق المعدة في الربع العلوي الأيسر من البطن عند هز المريض، مع سماعة الطبيب أو بدونها. قد يزداد صوت الأمعاء (borborygmi) بسبب الحركة التمعجية المفرطة للمعدة. قد يكون الامتلاء في المراق الأيسر موجودًا أيضًا.

## الأسباب
الأسباب مقسمة إلى حميدة أو خبيثة.

### حميدة
- مرض القرحة الهضمية
- الالتهابات، مثل السل؛ والأمراض الارتشاحية، مثل الداء النشواني.
- من الأسباب النادرة لانسداد مخرج المعدة الانسداد بحصوة المرارة، ويسمى أيضًا «متلازمة بوفيريه» أو «متلازمة بوفيريه».
- في الأطفال قد يكون تضيق البواب الخلقي / تضيق البواب الضخامي الخلقي سببًا.
- يمكن أن يسبب كيس البنكرياس الكاذب ضغطًا في المعدة.
- قد يكون الحجاب الحاجز المخاطي البواب سببًا نادرًا.

### خبيث
أورام المعدة، بما في ذلك السرطانة الغدية (ومتغيرها من الالتهاب اللدائي)، وسرطان الغدد الليمفاوية، وأورام اللحمة المعدية المعوية

## الفيزيولوجيا المرضية
في القرحة الهضمية، يُعتقد أنها نتيجة للوذمة وتندب القرحة، يليها الشفاء والتليف، مما يؤدي إلى انسداد الموصل المعدي الإثني عشر (عادة قرحة في الجزء الأول من الإثني عشر).

## تشخيص
الفحص الأكثر تأكيدًا هو تنظير الجهاز الهضمي العلوي.
غالبًا ما يجد المختبر نقص كلوريد الدم ونقص بوتاسيوم الدم والقلوي بسبب فقدان كلوريد الهيدروجين والبوتاسيوم. يمكن أيضًا ملاحظة ارتفاع مستويات اليوريا والكرياتينين إذا كان المريض يعاني من الجفاف.
قد تظهر الأشعة السينية للبطن مستوى سائل في المعدة مما يدعم التشخيص.
قد تظهر وجبة الباريوم والمتابعة من خلال تضخم المعدة وتضيق البواب الإثني عشر.
قد يساعد تنظير المعدة في تحديد السبب ويمكن استخدامه علاجيًا.

### تشخيص متباين
قد يشمل التشخيص التفريقي لانسداد مخرج المعدة ما يلي: سرطان المعدة المبكر فتق الحجاب الحاجز، والارتجاع المعدي المريئي، وقصور الغدة الكظرية، والأخطاء الفطرية في التمثيل الغذائي. [بحاجة لمصدر]

## علاج
يعتمد علاج انسداد مخرج المعدة على السبب، ولكنه عادة ما يكون إما جراحيًا أو طبيًا.

### دواء
في معظم الأشخاص المصابين بمرض القرحة الهضمية، تستقر الوذمة عادةً مع الإدارة المحافظة بالشفط الأنفي المعدي، واستبدال السوائل والشوارد ومثبطات مضخة البروتون.

### جراحة
يشار إلى الجراحة في حالات انسداد مخرج المعدة التي يوجد فيها انسداد كبير وفي الحالات التي فشل فيها العلاج الطبي. [بحاجة لمصدر] يمكن محاولة العلاج بالبالون بالمنظار كبديل للجراحة، مع معدلات نجاح تمدد البالون بنسبة 76٪ بعد كرر دلاتونس. العملية التي يتم إجراؤها عادة هي استئصال مضاد، أي إزالة الجزء الغار من المعدة. تشمل الأساليب الجراحية الأخرى: بضع العصب المبهم، قطع العصب المبهم، بيلروث 1، وهو إجراء يتضمن مفاغرة الإثني عشر إلى المعدة البعيدة، أو شق مبهم ثنائي مع فغر المعدة.